# Старейшино
Старе́йшино (болг. Старейшино) — село в Кирджалійській області Болгарії. Входить до складу общини Кирково.

## Населення
За даними перепису населення 2011 року у селі проживали 86 осіб.
Національний склад населення села:
| Національність   | Кількість осіб | Відсоток |
| ---------------- | -------------- | -------- |
| турки            | 74             | 88,1%    |
| болгари          | 10             | 11,9%    |
| цигани           | 0              | 0%       |
| інша             | 0              | 0%       |
| не визначились   | 0              | 0%       |
| Всього відповіли | 84             |          |

Розподіл населення за віком у 2011 році:
Динаміка населення: